# Enrique Ruano
Enrique Ruano Casanova (Madrid, 7 de julio de 1947-20 de enero de 1969) fue un estudiante de Derecho y militante antifranquista español, asesinado mientras se encontraba bajo custodia de la Brigada Político-Social, la policía política secreta del régimen franquista, aunque la versión oficial del Régimen fue la de suicidio. Su muerte provocó una ola de indignación que derivaría en protestas que llevaron al gobierno a decretar el estado de excepción cuatro días después del suceso.

## Biografía
Enrique Ruano Casanova, estudiante de Derecho de la Complutense y miembro del Frente de Liberación Popular, uno de los grupos políticos que lucharon en España contra el franquismo, fue asesinado el 20 de enero de 1969, arrojado desde la ventana del piso séptimo del número 60 de la entonces calle General Mola (hoy calle del Príncipe de Vergara, 68) en Madrid, por miembros de la Brigada Político Social (BPS), que le había detenido tres días antes. Los inspectores de la BPS que lo custodiaban en el momento de los hechos eran Francisco Luis Colino Hernández, Jesús Simón Cristóbal y Celso Galván Abascal.
El año 1969 comenzó en España en un ambiente políticamente convulso, en un contexto internacional marcado por el Mayo del 68 francés. Las huelgas de obreros y estudiantes contra el régimen franquista, en las cuales se encuadra lo ocurrido con Ruano, llevaron al Gobierno a decretar en todo el territorio español el estado de excepción, que suspendía garantías y establecía una censura de prensa más estricta, y duró hasta el 24 de marzo.
Según la versión de la Dirección General de Seguridad, Enrique Ruano fue detenido el 17 de enero de 1969, por arrojar en la calle propaganda de "las comisiones Obreras", y trasladado a comisaría. Tres días más tarde, fue llevado a un edificio de la calle del Príncipe de Vergara —entonces General Mola— de Madrid, para efectuar un registro de la vivienda, y allí, siempre según la versión oficial, se arrojó por una ventana del séptimo piso.

El cadáver está en decúbito supino, con los brazos encogidos, así como las piernas flexionadas, habiendo a la altura de la cabeza y hacia el lado derecho un charco de sangre… Se encuentra vestido con ropa interior blanca, jersey azul oscuro, pantalón gris, calcetines verdes y zapatos marrones.
Atestado del juez.

El conjunto del movimiento antifranquista consideró la muerte de Enrique Ruano como un asesinato, y se produjeron diversas movilizaciones en protesta por los hechos. Varios intelectuales apoyaron también la tesis del crimen político, del asesinato, que fue creciendo ante las contradicciones de la versión oficial que fue variando con el paso de los días.
El suceso fue presentado oficialmente como un suicidio, y se dijo que el joven echó a correr y se arrojó por la ventana. Incluso se llegó a presentar un supuesto diario en el que se expresaban ideas suicidas y que se filtró a la prensa como del estudiante fallecido. Manuel Jiménez Quílez, director general de Prensa a las órdenes del Ministro Manuel Fraga Iribarne, movilizó al diario ABC —dirigido entonces por Torcuato Luca de Tena— y encargaron al periodista Alfredo Semprún que con aquellos mimbres preparara un reportaje «definitivo» acerca de las razones del «suicidio». El propio Fraga llamó por teléfono al padre de Ruano para amenazarle y decirle que dejara de protestar si no quería que su hija acabara igual. Se falseó la autopsia y no se permitió a la familia ver el cuerpo. En uno de sus libros, Fraga se refiere a lo que llama «un intento minoritario de declararme persona non grata en la Universidad».
En 1996, la familia de Ruano consiguió que se reabriera el caso. Así se supo que la supuesta nota de suicidio eran trozos manipulados de una carta que le escribía a su psiquiatra, Carlos Castilla del Pino, y a la que se había arrancado la primera hoja para hacer desaparecer la reveladora mención «Querido doctor», que la encabezaba. Hacer eso fue «una villanía macabra», declararía en el juicio el doctor, quien además aseveró: «La versión del suicidio es absolutamente inverosímil: el suicidio se hace a solas, se prepara, pero no en una fuga ante otras personas». Asimismo, las pruebas forenses practicadas tras la exhumación del cadáver revelaron que Ruano había sufrido «una lesión no compatible con la precipitación». Según la acusación particular, esa «lesión» (un agujero circular) se debía al impacto de una bala disparada antes de que el cuerpo fuera arrojado por la ventana.
Los presuntos culpables, los agentes Colino, Simón y Galván resultaron finalmente exonerados por «falta de pruebas concluyentes». La sentencia sí reconocía que había habido torturas, pero este delito había prescrito. De hecho, apenas diez años después serían condecorados y siguieron ascendiendo y ejerciendo en democracia con total impunidad.

## Consecuencias
Dentro del panorama general de los últimos años del franquismo, el suceso tuvo una repercusión relativa, con mayor fuerza en ambientes universitarios. No hubo una investigación seria de lo ocurrido, aunque varios abogados denunciaron para que se investigaran los hechos, sin conseguirlo. La familia consiguió que el Tribunal Supremo ordenara reabrir el caso en 1994. Sólo en 1996, 27 años después, fueron encausados los tres policías que se encontraban con Enrique Ruano cuando éste cayó.
El sindicalista José Luis Úriz recuerda en su testimonio Peleando a la contra el momento en que fue detenido y torturado cuando estudiaba ingeniería de telecomunicaciones en Madrid por el inspector Antonio González Pacheco, conocido como Billy el Niño. Mientras golpeaba a Úriz, otro policía que participaba en el interrogatorio le dijo al torturador: «ten cuidado que se te va a ir la mano otra vez y lo vas a matar», y respondió según el relato de Úriz: «no importa, hacemos como con Ruano, lo tiramos por la ventana y decimos que se quería escapar». 
El abogado José María Mohedano afirmó que ahora se sabe que uno de los policías le disparó antes de arrojarle por la ventana del séptimo piso. Posteriormente, serraron el hueso de la clavícula para que no apareciese la bala y falsearon la autopsia.
El proceso, complicado por la extraña desaparición de algunas pruebas como un trozo de la clavícula del joven, en la que los querellantes dijeron que debía hallarse la evidencia de un disparo, que habría sido para ellos la causa de la muerte, finalizó con la absolución de los tres policías, ante las discrepancias de los peritos médicos en el juicio, aunque con un voto particular de uno de los miembros del Tribunal, que disintió de ese veredicto.
Torcuato Luca de Tena, entonces director del diario ABC, confesó que Manuel Fraga Iribarne le ordenó publicar anotaciones del diario íntimo de Ruano, manipulándolas para que pareciese una persona inestable que se había suicidado. El comisario jefe de la Brigada Político-Social se dejó ver en el juicio como un pobre anciano que se limitaba a recibir las pedradas de los estudiantes. El director general de Seguridad, el coronel Eduardo Blanco, ya había fallecido.
El Tribunal consideró que, en todo caso, se produjo una deficiencia en la custodia del detenido por parte de los agentes, cuya consecuencia fue su muerte. En febrero de 1969, un mes después de su muerte, los tres policías que le detuvieron recibieron una "felicitación por los servicios prestados". 
Enrique Ruano era compañero de colegio de Alfredo Pérez Rubalcaba (futuro vicepresidente del Gobierno y ministro del Interior de España). La indignación por la muerte de su compañero impulsó a Rubalcaba a introducirse en la política y a afiliarse al Partido Socialista Obrero Español.